# Zagłębie Krakowskie

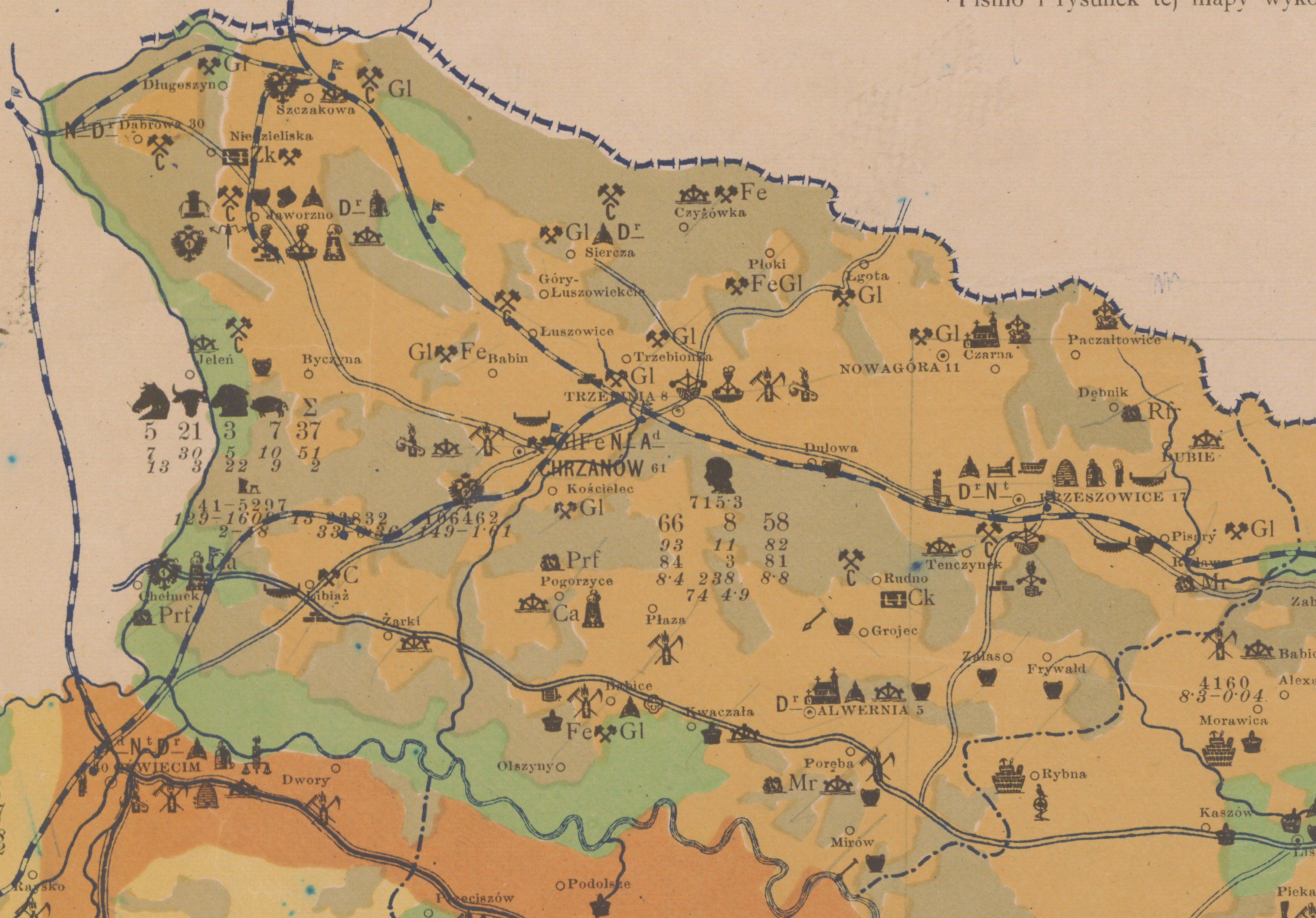
Galicyjski powiat chrzanowski na mapie statystycznej autorstwa Maksymiliana Bodyńskiego z 1878

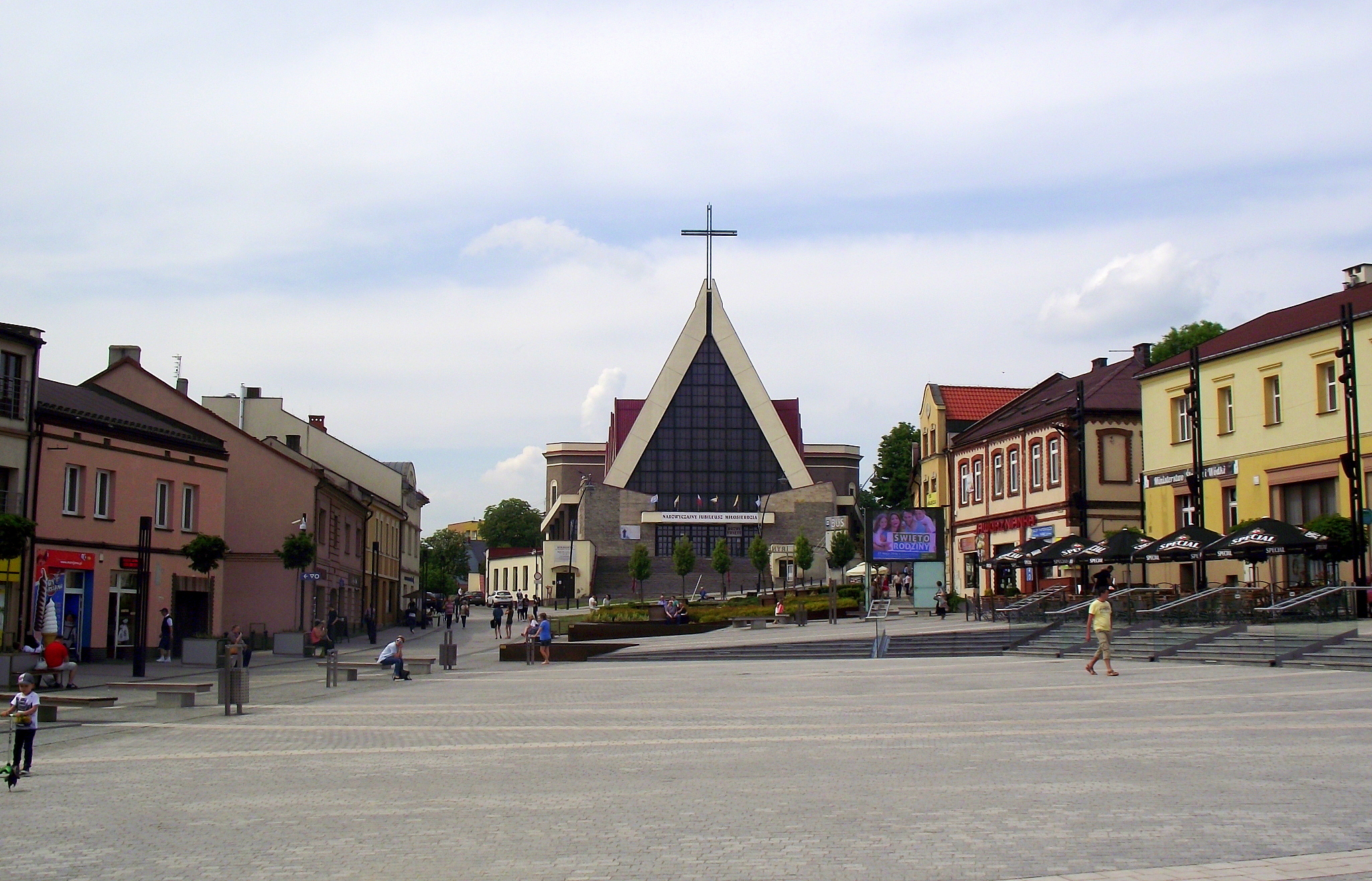
Jaworzno – Rynek

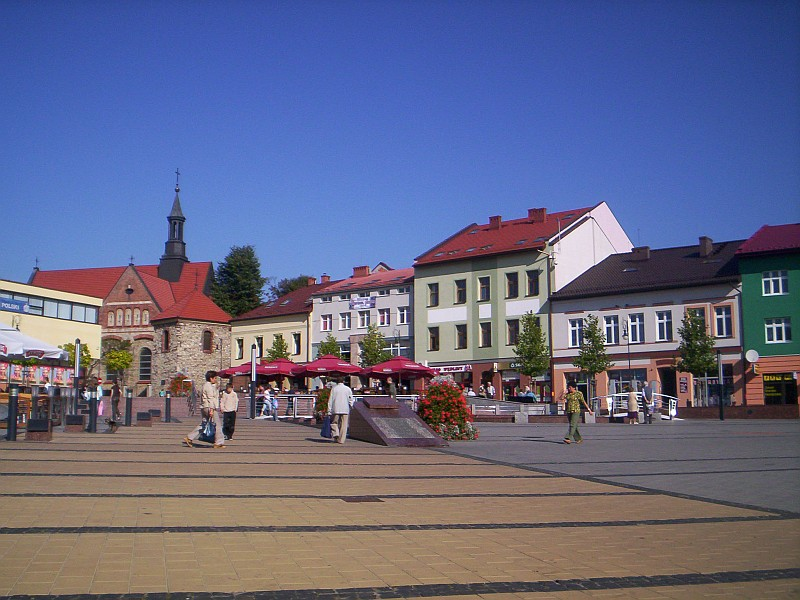
Chrzanów – Rynek

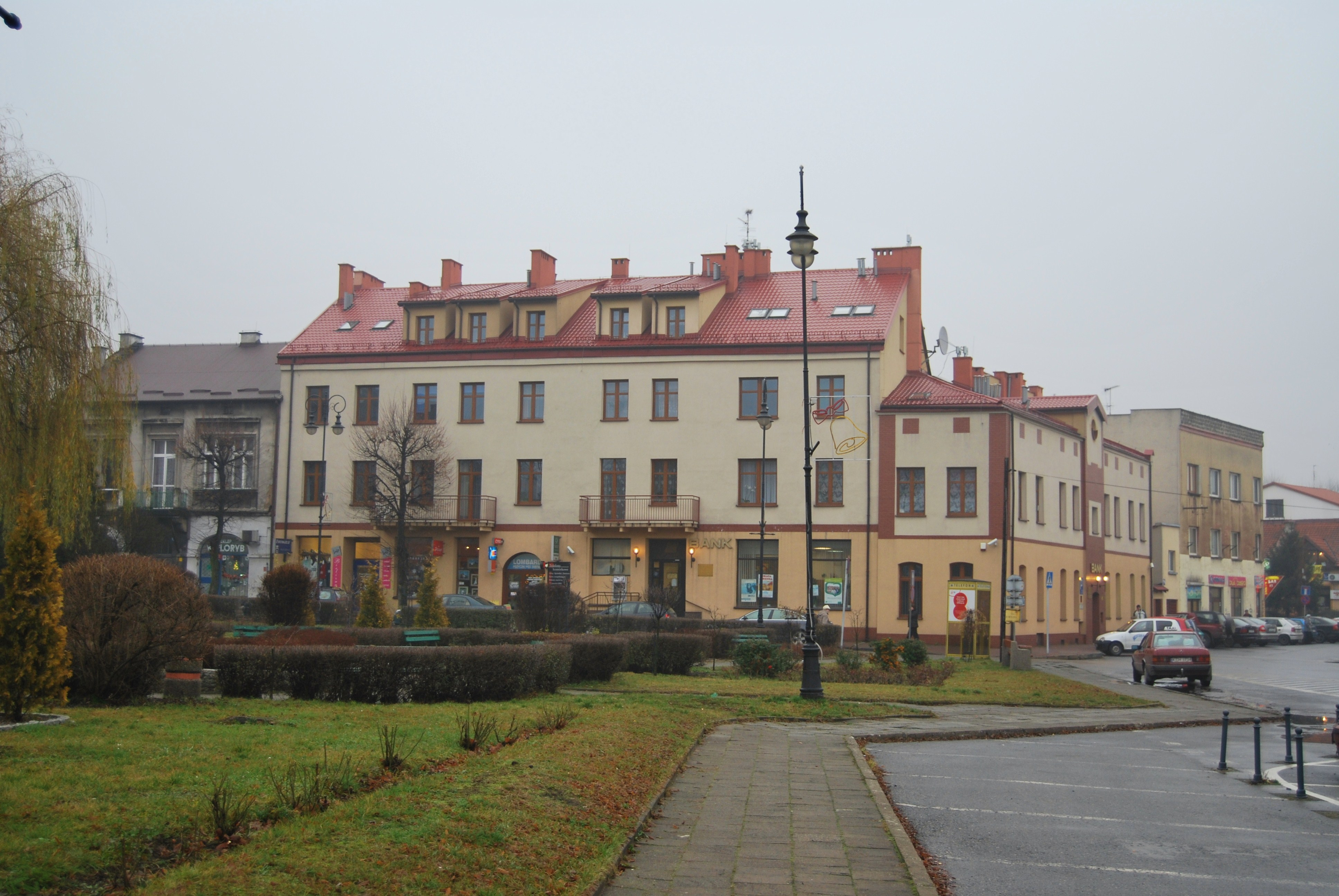
Trzebinia – Rynek

Zagłębie Krakowskie – historyczny region przemysłowy powstały w XIX wieku w zachodniej Małopolsce. Obejmował obszar galicyjskiego powiatu chrzanowskiego, który liczył 663,44 km². Obecnie są to zachodnie tereny województwa małopolskiego i miasto Jaworzno w województwie śląskim (małopolska część województwa).

## Granice
Zagłębie Krakowskie obejmowało następujące jednostki administracyjne:
- Jaworzno – 88 tys. mieszkańców – największe i najludniejsze miasto Zagłębia Krakowskiego
- Chrzanów – 36,5 tys. mieszkańców – najstarsze miasto Zagłębia Krakowskiego i siedziba ówczesnego powiatu
- Trzebinia – 20 tys. mieszkańców
- Libiąż – 16 tys. mieszkańców
- Siersza – obecnie dzielnica Trzebini

## Historia
Okręg ten obejmował zachodnią część ówczesnego powiatu chrzanowskiego (Jaworzno, Trzebinia, Libiąż, Siersza, Tenczynek), na którym istniały liczne kopalnie węgla kamiennego, oraz rudy cynku i ołowiu. W późniejszym okresie do Zagłębia Krakowskiego zaliczano również okolice Oświęcimia.
Początki eksploatacji rud ołowiu w tym rejonie sięgają końca XIII wieku, wydobycie ołowiu i srebra na większą skalę rozwinięto zwłaszcza w pierwszej połowie XVI wieku. Zagłębie Krakowskie zaczęło się kształtować w początkach XIX wieku.
Pierwsza kopalnia węgla kamiennego powstała w 1767 w Szczakowej, w 1792 r. w Jaworznie, 12 następnych w latach 1805–1815, pierwsze huty cynku w latach 1808–1811 w Jaworznie i w Sierszy, w 1823 roku było czynnych 12 kopalni galmanu. Właściwy rozwój Zagłębia Krakowskiego w końcu XIX w. wiązał się z szybkim wzrostem wydobycia węgla, które w latach 1855–1875 wzrosło z ok. 61 tys. ton, do ok. 312 tys. ton, osiągając w 1913 r. blisko 2 mln ton, produkcja cynku w latach 1875–1913 wzrosła z ok. 1,6 tys. ton do ok. 15,2 tys. ton, wydobycie rud ołowiu w latach 1870–1912 z ok. 0,6 tys. ton, do ok. 7,3 tys. ton.
Powstawały cementownie, huty szkła, fabryka sody, rafineria ropy naftowej. W okresie międzywojennym nastąpiła znaczna rozbudowa przemysłu w Zagłębiu Krakowskim, powstały m.in. Zakłady Chemiczne „Azot” w Jaworznie (uruchomione już 1917 r.), Pierwsza Fabryka Lokomotyw w Polsce SA w Chrzanowie (1920), fabryka mydła wybudowana w Trzebini przez krakowską spółkę „Towarzystwo Akcyjne -Mydło” Jan Rożnowski i Bronisław Różewsk i (1919), duża Elektrownia Jaworzno I (1930), fabryka obuwia T. Baty w Chełmku (1931); wydobycie węgla w 1929 r. osiągnęło ok. 2,8 mln t, a 1938 r. ok. 2,6 mln (6,8% produkcji krajowej); równocześnie jednak nastąpił upadek górnictwa i częściowo hutnictwa cynku i ołowiu; zatrudnienie w przemyśle Zagłębia Krakowskiego w 1938 r. wynosiło ok. 17 tys. robotników.
Po II wojnie światowej szybka odbudowa zakładów przemysłowych, wydobycie węgla kamiennego osiągnęło w 1955 r. ok. 6 mln ton, zatrudnienie w przemyśle Zagłębia Krakowskiego w 1965 – ok. 82 tys. osób.
Węgiel z kopalń Zagłębia Krakowskiego charakteryzował się stosunkowo niską kalorycznością i wysoką zawartością siarki i popiołu.

## Nazwa
Nazwa Zagłębie Krakowskie pochodzi od przynależności do Wolnego Miasta Kraków i Wielkiego Księstwa Krakowskiego w czasach formowania się okręgu gospodarczego. Od lat 50. użycie terminu Zagłębie Krakowskie stopniowo zanikało i obecnie w ujęciach statystycznych okręg ten nie jest już wyodrębniany. Nazwa ta funkcjonowała jeszcze do 1975 r., kiedy to Zagłębie Krakowskie włączono do województwa katowickiego i zostało częścią Górnośląskiego Zagłębia Węglowego.
Od 1999 r. obszar Zagłębia Krakowskiego, należy do województwa małopolskiego oraz do małopolskiej część obecnego województwa śląskiego (Jaworzno).